# Jubelklänge
Jubelklänge (Op. 70; manchmal auch Jubelklänge Marsch) ist ein 1926 von Ernst Uebel komponierter deutscher Militärmarsch. Wegen seiner „schönen Melodien in Haupt- und Nebenstimmen“ und wegen „seine[s] mitreißenden Schwung[s]“ gehört er auch heute noch zum festen Programm gehobener Marschliteratur und wird von zahlreichen Musikkapellen gespielt.
Aufgeführt wurde er unter anderem 1953 bei den Krönungsfeierlichkeiten von Elisabeth II. in London und den Olympischen Winterspielen 1972 in Sapporo.
Er ist nicht zu verwechseln mit dem weniger bekannten Walzer Österreichische Jubelklänge (Op. 179) von Johann Strauss (Vater).